# リクルートワークス研究所
リクルートワークス研究所 (Recruit Works Institute) は、株式会社リクルート(Recruit co., Ltd.)内にある「人」と「組織」に関する研究機関。
1999年1月設立。2012年10月より旧名称「ワークス研究所」から「リクルートワークス研究所」に名称変更。

## 設立目的
リクルートグループにおける中・長期人材ビジネスの基礎研究の実施、および、「人材マネジメント」や「労働市場」における情報発信・提言活動の推進

## 活動内容

### 研究活動
毎年、以下のような分野において重要なテーマを設定し、課題の発見と解決の方向性を探索し、企業組織や社会、働く個人に貢献する。
- 人材育成と成長
- 世界の雇用・労働
- 組織・人事
- 労働政策
- 労働市場
- キャリア、学び
- 人材ビジネス

最近の研究テーマ
- 2022年　Works未来予測20xxなど。
- 2021年　人が集まる意味、副業など。
- 2020年　リスキリング、高校生の就職システム、リモートマネジメントなど。

年間テーマ
- 2012年　グローバル採用
- 2011年　未来予測2020
- 2010年  人材育成・成長
- 2009年  人事リスクと向き合う
- 2008年　グローバル人材の論点
- 2007年　ミドル人材のブレイクスルー
- 2006年　サービス人材の評価と育成
- 2005年　ユニバーサル組織研究・若年研究

### 調査活動
「『働く個人』の意識と行動」「企業の人材マネジメント施策の効用と課題」に焦点をあて、多様化する現状を、さまざまな切り口で調査・分析する。
主な調査
- 全国就業実態パネル調査
- 大卒求人倍率調査(採用動向に関する調査データ)
- ワーキングパーソン調査(働く個人の意識に関する調査ﾃﾞｰﾀ)

### 情報発信・書籍
新しい時代の「経営」「人事」「キャリア」、などをテーマに、半歩先の情報を掲載する隔月誌『Works』を発行する。また、研究報告書・書籍・サイト・シンポジウム等を通じ、リクルートワークス研究所の提言や情報・知識を、広く社会に向けて発信する。